# Kouřimská ortorula

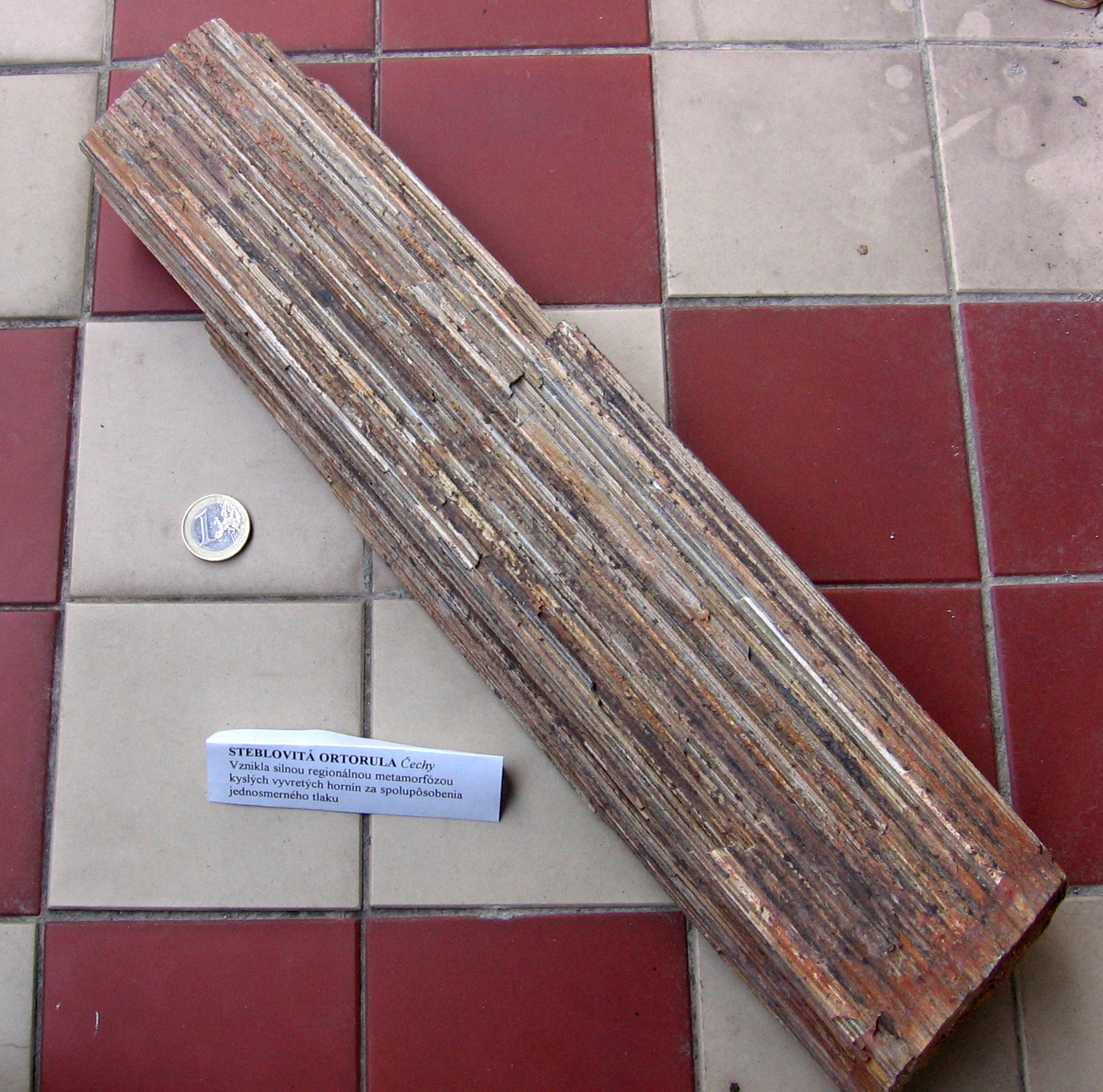
Vzorek kouřimské ortoruly se stébelnatou texturou.

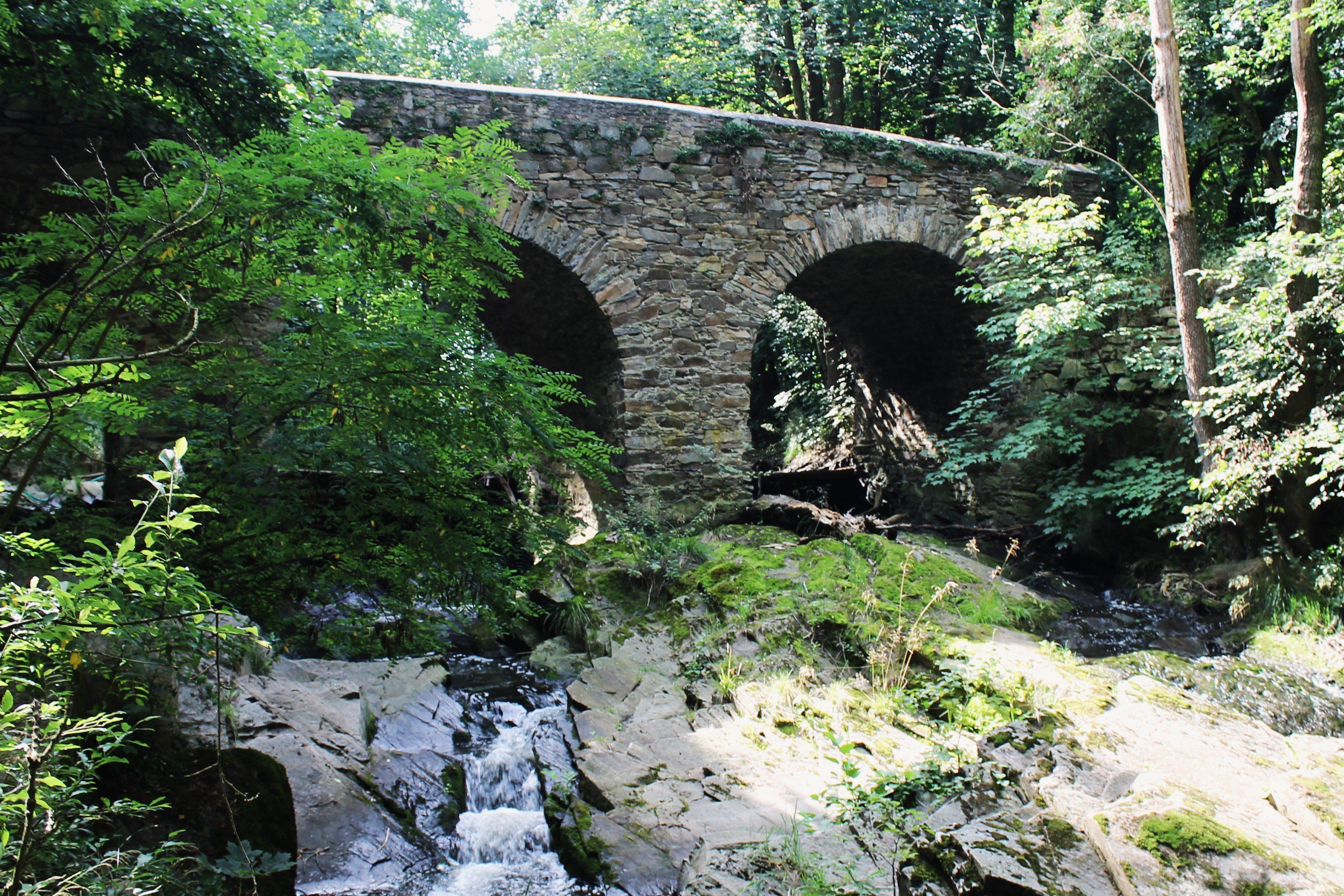
Toušický viadukt, na jehož stavbu byla z velké části použita kouřimská ortoruly, která také vychází na povrch přímo v potoce pod viaduktem.

Kouřimská ortorula je horninové těleso skládající se z ortoruly a nacházející se ve středních Čechách v okolí Kouřimi, Uhlířských Janovic a Zbraslavic. Vznikla při variském vrásnění přeměnou starších kambro-ordovických žul. Má usměrněnou metamorfní texturu a skládá se převážně z křemene, živců a slíd.

## Geologická pozice
Kouřimská ortorula se nachází v kutnohorsko-svrateckém krystaliniku, které je někdy členěno jako součást moldanubika. Na severu vystupuje zpod čtvrtohorních sprašů, na jihu je zlomy oddělená od svorů a amfibolitů ratajské zóny.

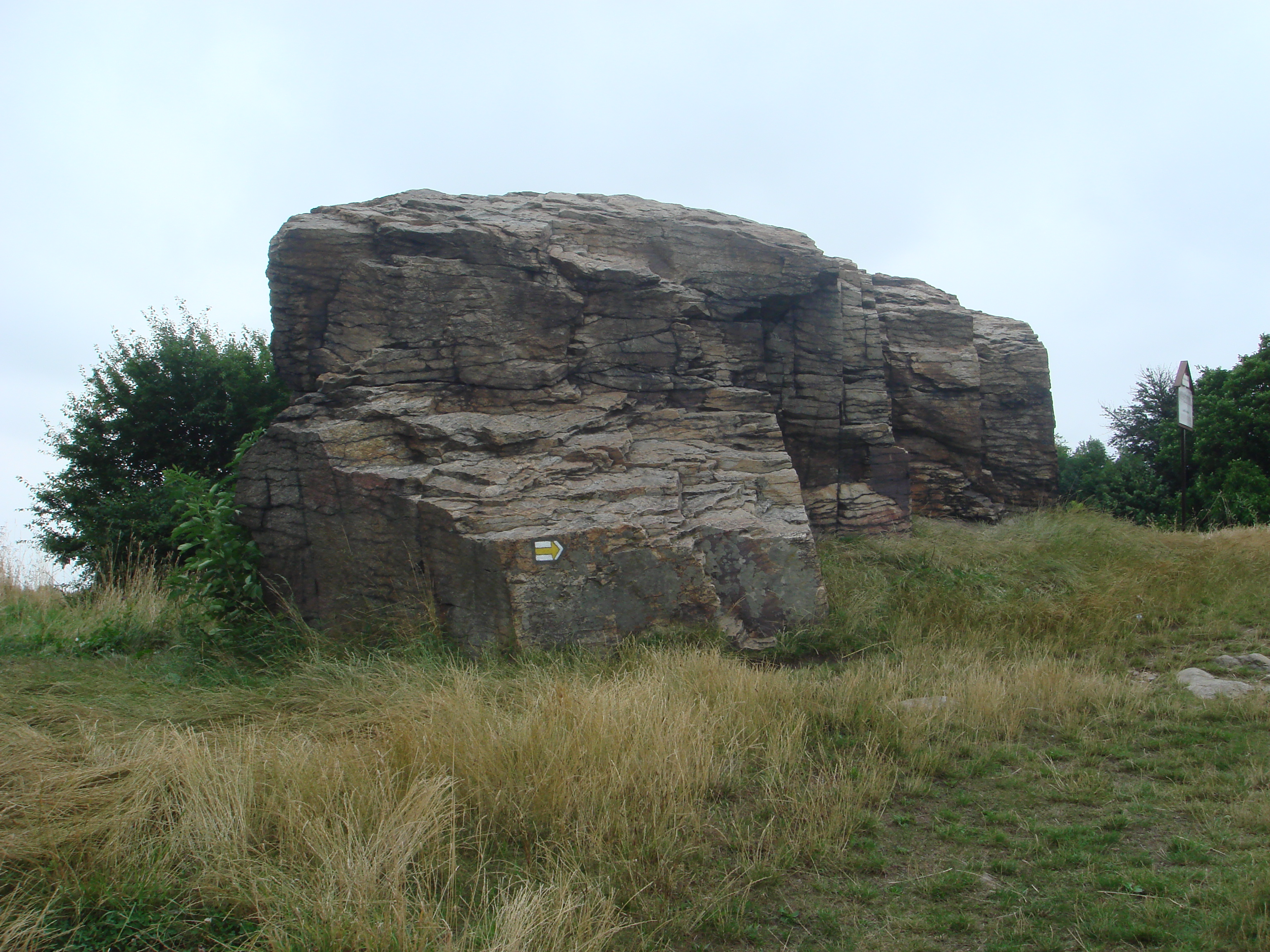
Lechův kámen u Kouřimi, který je tvořen kouřimskou ortorulou.

## Vznik
Během kolapsu kadomského horstva na hranici kambria a ordoviku před přibližně 500 až 480 miliony let docházelo k tavení drob usazených během kadomského vrásnění. Po utuhnutí magmatu vznikla žula. Při variském vrásnění před přibližně 340 miliony let došlo k zasunutí těchto žul do hloubky zemské kůry a jejich přeměně i částečnému natavení. Tak vznikla kouřimská ortorula v dnešní podobě.

## Těžba a použití
Kouřimská ortorula byla historicky těžena v několika malých lomech. Nejvýznamnější z nich je lom Ve skále v údolí Kouřimky u Kouřimi. Kámen zde těžený je použit zejména jako stavební a dlažební kámen například v historickém centru Kouřimi.